# Дотична пряма до кола

Пряма (синя) дотична до кола. Радіус (зелений) проведений у точку дотику, утворює з дотичною прямий кут.

Дотична пряма до кола в евклідовій геометрії на площині — пряма, що дотикається до кола тільки в одній точці та не містить внутрішніх точок кола. Грубо кажучи, це пряма, яка проходить через пару нескінченно близьких точок на колі. Дотичні прямі до кола застосовуються у багатьох геометричних побудовах і доведеннях. Позаяк, дотична пряма до кола є перпендикуляром до радіуса кола, проведеного в точку дотику, то зазвичай теореми в яких розглядаються дотичні прямі, часто використовують у формулюванні такі радіуси або ортогональні кола.

## Дотичні прямі до одного кола

За теоремою про степінь точки, добуток довжин PM та PN для будь-якого променя PMN дорівнює квадрату PT — довжині відрізка від точки P до точки дотику T (відрізок показаний червоним кольором). Тобто, PM•PN=PT^{2}.

Дотична пряма t до кола C перетинає коло в єдиній точці T (див. малюнок). Ця властивість дотичної зберігається при багатьох геометричних перетвореннях, таких як обертання, паралельне перенесення, інверсія та картографічна проєкція. Ці перетворення не змінюють структуру інцидентності дотичних прямих і кіл, навіть якщо ці прямі і кола деформуються. Зауважимо, січні прямі перетинають коло в двох точках, а деякі прямі можуть зовсім не перетинати коло.
Радіус кола, проведений через точку дотику, перпендикулярний дотичній прямій. І навпаки, перпендикуляр до радіуса в кінцевій точці (на колі) — це дотична пряма. Коло разом з дотичною прямою має осьову симетрію відносно радіуса проведеного у точку дотику.
Жодна дотична пряма не проходить через точку всередині кола, оскільки, в цьому випадку, пряма буде січною. Для будь-якої точки, що лежить поза колом, можна побудувати дві дотичні прямі до кола, що проходять через цю точку. Геометрична фігура, що складається з кола та двох дотичних прямих, має осьову симетрію відносно прямої, що з'єднує точку P із центром кола O (див. малюнок праворуч). У цьому випадку відрізки від точки P до двох точок дотику мають однакову довжину. За теоремою про степінь точки, квадрат довжини відрізка до точки дотику дорівнює ступеню точки P відносно кола C. Цей степінь дорівнює добутку відстаней від точки P до двох точок перетину кола з будь-якою січною лінією, що проходить через точку P.

Кут θ між хордою і дотичною дорівнює половині дуги, на яку спирається хорда.

Дотична пряма t і точка дотику T мають властивість спряженості одна до одної. Таке відношення можна узагальнюється в ідеї про полюс і поляру. Такий самий взаємозв'язок існує між точкою P, що лежить поза колом, і січною прямою, що проходить через дві точки, утворені перетином кола з дотичними, проведеними з точки P.
Якщо точка P зовнішня відносно кола з центром O, тоді точки T та S є точками дотику для дотичних проведених з P. Тоді сума кутів ∠TPS і ∠TOS буде 180° (розгорнутий кут). Це є наслідком того, що кути ∠OTP і ∠OSP — прямі, а сума кутів чотирикутника дорівнює 360°.
Якщо хорда TS проведена з точки дотику T для зовнішньої точки P і ∠PTS ≤ 90°, тоді ∠PTS = (1/2)∠TOS.

### Геометрична побудова

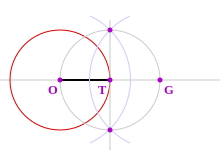
Побудова дотичної прямої до кола (позначена червоним) перпендикулярно радіусу.

Дуже легко побудувати пряму t, дотичну до кола у точці T, що належить колу. Для цього слід провести пряму a через центр кола O і точку T. Тоді пряма t буде перпендикулярною до прямої a. Другий спосіб побудови перпендикуляра (див. малюнок): проведемо коло з радіусом r і центром у точці T, отримаємо точку G на прямій a, тоді точка T це середина відрізка OG. Проведемо два кола радіуса R > r з центрами у точках O і G. Пряма, що проходить через точки перетину цих кіл, і є дотичною.

Побудова дотичної прямої до кола

Для побудови дотичної прямої через точку P до кола C можна використати властивість кута, що спирається на діаметр кола. Для цього проведемо коло з центром у точці H, середині відрізка OP, де точка O — центр кола C. Оскільки кути ∠OTP і ∠OT'P спираються на один діаметр OP (кола з центром у точці H), то перетини точок T і T' — точки дотику прямих, що проходять через точку P.

### Теорема про описаний чотирикутник і вписані кола
Описаний чотирикутник ABCD — це замкнена фігура, що складається з чотирьох сторін, які дотикаються до кола C. Відповідно, C — вписане у чотирикутник ABCD коло. За теоремою Піто, спираючись на умови рівності дотичних відрізків від вершин чотирикутника, можемо зробити висновок, що суми протилежних сторін будь-якого описаного чотирикутника рівні, тобто
{\displaystyle {\overline {AB}}+{\overline {CD}}={\overline {BC}}+{\overline {DA}}.}
Позначимо точки дотику P (на відрізку AB), Q (на відрізку BC), R (на відрізку CD) і S (на відрізку DA). Симетричні відрізки до точок дотику від кожної вершини чотирикутника ABCD — рівні, тобто BP = BQ = b, CQ = CR = c, DR = DS = d і AS = AP = a. Але кожна сторона чотирикутника складається з двох таких відрізків
{\displaystyle {\overline {AB}}+{\overline {CD}}=(a+b)+(c+d)={\overline {BC}}+{\overline {DA}}=(b+c)+(d+a)},
що і доводить вище сказане твердження.
І навпаки, в будь-який опуклий чотирикутник, суми довжин протилежних сторін якого рівні, можна вписати коло.
Ця теорема і обернена до неї теорема мають різні застосування. Наприклад, з теореми випливає, що в будь-який прямокутник не можна вписати коло, якщо тільки цей прямокутник не є квадратом. Також з цієї теореми випливає, що у будь-який ромб можна вписати коло. У загальному випадку, у будь-який паралелограм можна вписати коло.

## Дотичні прямі до двох кіл

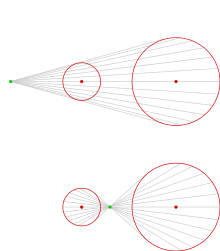
Зовнішній (зверху) і внутрішній (знизу) центри гомотетії двох кіл (позначені червоним кольором), показані зеленими крапками.

Для двох будь-яких кіл, якщо одне коло не лежить в іншому, завжди існують чотири різні прямі, що будуть дотичними до обох кіл. У вироджених випадках може існувати від нуля до чотирьох дотичних, ці випадки описані нижче. З чотирьох дотичних прямих, дві — це зовнішні дотичні, два кола лежать по один бік від дотичної. Для двох інших прямих, внутрішніх дотичних, кола знаходяться по різні сторони відносно дотичної прямої. Зовнішні дотичні перетинаються в центрі зовнішньої гомотетії, внутрішні дотичні перетинаються в центрі внутрішньої гомотетії. І внутрішній, і зовнішній центри гомотетії знаходяться на прямій, що проходить через центри кіл, ближче до центру меншого кола. Якщо два кола мають однакові радіуси, утворюються чотири дотичні, але зовнішні дотичні паралельні, тобто зовнішнього центру гомотетії на афінній площині не існує. На проектній площині зовнішній центр гомотетії лежить в нескінченно віддаленій точці, що відповідає перетину прямих.

### Зовнішня дотична

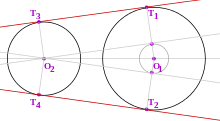
Побудова зовнішніх дотичних

Червоні прямі, що з'єднують точки T1 і T3, T2 і T4, є зовнішніми дотичними двох кіл.

### Внутрішня дотична
Внутрішні дотичні — це дотичні, які перетинають відрізок, що з'єднує центри кіл. Якщо два кола перетинаються, то внутрішніх дотичних не існує.

### Побудова

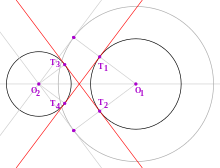
Побудова внутрішніх дотичних

Дотичні до двох кіл можна побудувати за допомогою знаходження центрів гомотетії, як описано вище. Після знаходження центрів гомотетії, будуємо дотичні, що проходять через ці центри. Інший спосіб побудови дотичних прямих до кола і дотичних точок описано нижче.

#### Елементарна геометрія
Нехай O1 та O2 — центри двох кіл C1 та C2, відповідно. Нехай r1 і r2  — радіуси цих кіл, зауважимо, що r1 > r2. Тобто, коло C1 більше за коло C2. У загальному випадку для побудови зовнішніх і внутрішніх дотичних прямих можна використовувати два різні способи.
Зовнішні дотичні
Будуємо нове коло C3 з радіусом r1 − r2 та центром у точці O1. Використовуючи метод, описаний вище, проведемо дві дотичні прямі з точки O2 до нового кола. Ці прямі паралельні шуканим дотичним прямим, оскільки це відповідає зменшенню радіусів обох кіл C1 і C2 на однакове число r2, коло C2 перетворюється у точку. На колі C3 через дві точки дотику та центр кола O1 можна провести два промені. Ці промені перетинають C1 в шуканих точках дотику. Ці дотичні перпендикулярні радіальним променям і їх можна побудувати, як зазначено вище.
Внутрішні дотичні
Будуємо нове коло C3 з радіусом r1 + r2 та центром у точці O1. Використовуючи метод, описаний вище, проведемо дві дотичні прямі з точки O2 до нового кола. Ці прямі паралельні шуканим дотичним прямим, що відповідає зменшенню радіуса кола C2 та збільшенням радіуса кола C1 на однакову константу r2. Тобто, радіуса кола C2 дорівнює нулю. З центру O1 через точки дотику на колі C3 можна побудувати два радіальних променя. Ці промені будуть перетинати коло C1 в шуканих точках дотику. Шукані внутрішні дотичні перпендикулярні радіальним променям і перетинають промені в знайдених точках, тобто їх можна побудувати вищевказаним методом.
Фактично це така ж сама побудова, як і для зовнішніх дотичних, проте, радіус меншого кола від'ємний.

## Аналітична геометрія
Нехай існує два кола, одне з центром c1 = (x1,y1) та радіусом r1 і друге, з центром c2 = (x2,y2) та радіусом r2. Нехай дотична пряма описується рівнянням {\displaystyle ax+by+c=0,} з нормалізацією a2 + b2 = 1, тоді відстань від центрів кіл до прямої обчислюється за формулами:
ax1 + by1 + c = r1 и
ax2 + by2 + c = r2.
Віднімемо перше рівняння від другого, отримаємо
aΔx + bΔy = Δr
де Δx = x2 − x1, Δy = y2 − y1 і Δr = r2 − r1.
Якщо {\displaystyle d={\sqrt {(\Delta x)^{2}+(\Delta y)^{2}}}}  - відстань від c1 до c2, тоді ми можемо зробити заміну X = Δx/d, Y = Δy/d і R = Δr/d для спрощення рівнянь, отримуємо рівняння aX + bY = R та a2 + b2 = 1. Розв'язавши їх отримуємо два рішення (k = ±1) для двох зовнішніх дотичних ліній:
a = RX − kY√(1 − R2)
b = RY + kX√(1 − R2)
c = r1 − (ax1 + by1)
Геометрично це дорівнює обчисленню кута, утвореного дотичною і прямою, проведеної через центри. Потім лінія центрів повертається для отримання рівняння дотичної. Обчислити кут можна за допомогою тригонометрії у прямокутному трикутнику, вершинами якого є (зовнішній) центр гомотетії, центр кола і точка дотику. Гіпотенуза лежить на дотичній прямій. Катет, протилежний куту, — це радіус кола. Інший катет, прилеглий до кута, буде знаходитись на прямій центрів.
(X, Y) — одиничний вектор, спрямований від центра c1 до центра c2, оскільки R дорівнює {\displaystyle \cos \theta }, де {\displaystyle \theta }  - кут між дотичною і лінією центрів. Тоді {\displaystyle \sin \theta } дорівнює {\displaystyle \pm {\sqrt {1-R^{2}}}} (залежно від знака {\displaystyle \theta }, який еквівалентний напрямку обертання). Звідси наведене вище рівняння є обертанням (X, Y) на {\displaystyle \pm \theta ,} за допомогою матриці обертання
{\displaystyle {\begin{pmatrix}R&\mp {\sqrt {1-R^{2}}}\\\pm {\sqrt {1-R^{2}}}&R\end{pmatrix}}}
k = 1 — дотична пряма, що знаходиться праворуч від кіл, якщо дивитися з c1 в напрямку c2;
k = −1 — дотична пряма, що знаходиться праворуч від кіл, якщо дивитися з c2 в напрямку c1.

Усі наведенні вище міркування припускають, що радіуси кіл — додатні числа. Якщо r1 додатній, а r2 від'ємний, тоді c1 буде знаходитись ліворуч від кожної прямої, а c2 — праворуч, і дві дотичні прямі перетнуться. Таким чином, можна отримати всі чотири рішення. Зміна знака обох радіусів приведе до обміну варіантів k = 1 и k = −1.

## Вектори
У загальному випадку до двох кіл з центрами у точках v1 та v2 та радіусами r1 та r2 відповідно, точки дотику t1 та t2 для будь-якої з чотирьох дотичних прямих можна знайти розв'язавши чотири рівняння:
{\displaystyle {\begin{aligned}(t_{2}-v_{2})\cdot (t_{2}-t_{1})&=0\\(t_{1}-v_{1})\cdot (t_{2}-t_{1})&=0\\(t_{1}-v_{1})\cdot (t_{1}-v_{1})&=r_{1}^{2}\\(t_{2}-v_{2})\cdot (t_{2}-v_{2})&=r_{2}^{2}\\\end{aligned}}}
Ці рівняння доводять, що дотична пряма перпендикулярна радіусам, а точки дотику знаходяться на відповідних колах.
Ці чотири квадратні рівняння з двовимірними векторними змінними дають чотири пари рішень.

## Вироджені випадки
Два різні кола, залежно від взаємного розташування, можуть мати від нуля до чотирьох прямих, що є дотичними до обох кіл. Усі ці варіанти можна класифікувати за відстанню між центрами і радіусами.
- Якщо кола не дотикаються один до одного ({\displaystyle d>r_{1}+r_{2}}) — загальний випадок — тоді існує чотири дотичні, що дотикаються одночасно до обох кіл.
- Якщо кола дотикаються один до одного ({\displaystyle d=r_{1}+r_{2}}) — тобто мають одну точку зовнішнього торкання — тоді вони мають дві зовнішні дотичні і одну внутрішню дотичну, яка проходить через точку дотику кіл, кратність цієї дотичної — два.
- Якщо кола перетинаються в двох точках ({\displaystyle |r_{1}-r_{2}|<d<r_{1}+r_{2}}), тоді вони не мають внутрішніх дотичних, а мають дві зовнішні дотичні.
- Якщо кола дотикаються один до одного зсередини ({\displaystyle d=|r_{1}-r_{2}|}) — тобто є одна точка внутрішнього торкання — тоді у них немає внутрішніх дотичних, а є одна спільна зовнішня дотична, що проходить через точку дотику кіл, ця пряма має кратність два.
- Якщо одне коло повністю усередині іншого ({\displaystyle d<|r_{1}-r_{2}|}), тоді у цих кіл немає спільних дотичних, оскільки будь-яка дотична до внутрішнього кола буде січною для зовнішнього.
- Якщо два кола збігаються, будь-яка дотична до одного кола буде спільною дотичною.

Поняття загальної дотичної можна розширити, радіус кола може бути від'ємним (який утворений точками {\displaystyle x^{2}+y^{2}=(-r)^{2},} але бути «навиворіт»). Тобто, якщо радіуси мають протилежні знаки (одне коло має додатній радіус, інше — від'ємний), тоді зовнішній та внутрішній центр гомотетії міняються місцями, отже зовнішні та внутрішні дотичні також міняються місцями. Якщо радіуси двох кіл мають однаковий знак (обидва радіуса додатні або від'ємні), тоді значення «зовнішній» і «внутрішній» центр гомотетії не змінюється, тобто зовнішня і внутрішня дотична залишаються на своїх місцях.
Існують дотичні до кіл з нульовим радіусом. Коло з нульовим радіусом трактується як подвійна точка, тому будь-яка пряма, що проходить через цю точку, перетинає її з кратністю два. Якщо коло має радіус нуль, тоді дотична — це пряма, що проходить через точку, але рахується двічі. Якщо два кола мають нульові радіуси, то дотична — це пряма, що проходить через дві точки, і кратність цієї прямої чотири.
Зауважимо, що в цих вироджених випадках зовнішній і внутрішній центри гомотетії не змінюються (якщо радіуси рівні зовнішній центр гомотетії закінчується на нескінченності). За винятком таких випадків, коли кола збігаються (зовнішній центр гомотетії не визначений), або коли обидва кола мають нульовий радіус (центр внутрішньої гомотетії відсутній).

## Доповнення
Внутрішні і зовнішні дотичні використовуються для розв'язування задач про пасові передачі. Мета таких задач полягає в обчисленні довжини ременя, який повинен щільно прилягати до коліс передачі. Якщо вважати ремінь математичною кривою з малою товщиною, якою можна знехтувати, та колеса передачі знаходяться в одній площині, рішення зводиться до знаходження суми відрізків дотичних з відповідними довжинами дуг. Якщо ремінь натягнутий на колеса з перетином, необхідно розглянути внутрішні дотичні. Якщо ж ремінь натягнутий без перетину, такі задачі називають задачею шківів, необхідно розглянути зовнішні дотичні.

## Дотичні прямі до трьох кіл:теорема Монже
Для трьох кіл C1, C2 і C3 існує три пари кіл (C1C2, C2C3 і C1C3). Оскільки кожна пара кіл має два центри гомотетії, тоді всього існує шість центрів гомотетії. На початку 19-го століття Гаспар Монж довів, що всі шість точок лежать на чотирьох прямих, так, що на кожній прямій лежить по три точки.

## Дотичні прямі і більярд

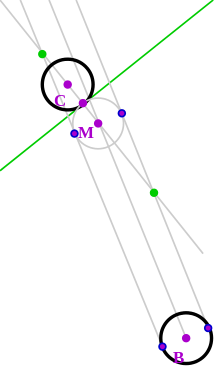
Прицілювання удару в більярді. Напрямок удару від битка (куля B) вибирається так, щоб точка дотику збігалась з точкою перетину прямої, що проходить через центр лузи і центр прицільної кулі. Тоді прицільна куля відіб'ється у бік лузи, а биток пройде паралельно зеленій лінії, дотичній до прицільної кулі (C) і уявній кулі (M).

Система дотичних прямих для прицілювання битка використовує пряму, що проходить через середину кия, для створення двох дотичних прямих від битка в напрямку прицільної кулі. Дві дотичні прямі й пряма через середину битка перетинають пряму, що проходить через середину прицільної кулі й центр лузи. Необхідно спрямувати удар так, щоб кінцеве положення битка (уявну кулю на малюнку) доторкалося прицільної кулі в точці дотику прямої, перпендикулярної напрямку на лузу (на малюнку ця дотична виділена зеленим кольором).

## Задача Аполлонія
У багатьох випадках під час розв'язання задач Аполлонія використовують метод знаходження кіл, що дотикаються до однієї або декількох прямих. У найпростішому випадку будується коло, що дотикається до трьох заданих прямих (задача LLL). Центр будь-якого такого кола повинен знаходитися на бісектрисі кута, в точці перетину будь-яких двох заданих прямих. У кожній точці перетину цих прямих знаходяться дві бісектриси. Перетин цих бісектрис дає центри кіл, які і є рішенням. У загальному випадку існує чотири таких кола для трикутника, утвореного перетином трьох прямих — вписане коло та три не вписаних.

Анімація, що показує інверсне перетворення задач Аполлонія. Синє і червоне коло збільшуються, доти не торкнуться, при інверсії відносно сірого кола переходять у дві паралельні прямі. Жовті рішення утворюються шляхом переміщення цих прямих уздовж зеленого кола.

У загальному випадку задачі Аполлонія зводяться до розв'язання більш простої задачі на побудову кола, яке дотикається до іншого кола та двох паралельних прямих (окремий випадок  'LLC' ). Для цього, пропорційно збільшуємо два з трьох заданих кіл, до їх торкання.  Інверсія відносно кола з центром у точці дотику двох кіл перетворює ці два кола у дві паралельні прямі, а трете коло — в інше коло. Таким чином, задача розв'язується переміщенням кола постійного радіусу між двома паралельними прямими, поки не отримаємо дотик з перетвореним колом. Зворотня інверсія допомагає розв'язати обернену задачу.

## Узагальнення

Поняття дотичної прямої і точки дотику можна узагальнити до полюса Q і полярної прямої q. Точки P і Q є інверсіями один одного відносно кола.

Поняття дотичної прямої до одного і більше кіл можна узагальнити декількома способами:
- Властивість парності дотичних прямих і точок дотику можна узагальнити до поняття полюса і поляри, полюс може перебувати в будь-якій точці простору, не обов'язково знаходитися на колі.
- Об'єднання двох кіл — це особливий випадок кривої четвертого степеня на площині[en], зовнішні і внутрішні дотичні прямі будуть дотичними до двох точок[en] цієї кривої. У загальному випадку крива четвертого ступеня на площині має 28 прямих, що двічі дотикаються до неї.
- Це узагальнення відноситься до дотичних кіл. Дотичну пряму можна розглянути як дотичне коло з нескінченним радіусом. Зокрема, зовнішні дотичні прямі до двох кіл можна розглядати як окремі випадки з сімейства кіл, що дотикаються з внутрішньої або зовнішньої сторін двох кіл. Внутрішні дотичні прямі можна розглянути як окремі випадки сімейства кіл, що стосуються з внутрішньої сторони одного кола і з зовнішнього боку іншого) [3].

У геометрії Мебіуса або в інверсній геометрії прямі розглядаються як кола з центром «у нескінченності» та для будь-якої прямої і будь-якого кола існує перетворення Мебіуса, які перетворюють одну фігуру в іншу. В геометрії Мебіуса дотик прямої з колом це особливий випадок дотикання двох кіл. Така еквівалентність поглиблюється у сферичну геометрію Лі.